# HMS A2
HMS A2 – brytyjski okręt podwodny typu A. Zbudowany w latach 1902–1904 w Vickers w Barrow-in-Furness. Okręt został wodowany 15 kwietnia 1903 roku i rozpoczął służbę w Royal Navy 21 czerwca 1904 roku.
W czasie I wojny światowej okręt służył jako jednostka pomocnicza w porcie wojennym w Portsmouth.
W styczniu 1920 roku okręt został zatopiony po wejściu na mieliznę w porcie w Portsmouth. 22 października 1925 roku został sprzedany firmie Pounds Shipowners and Shipbreakers Limited z Portsmouth.